# Вятка (Костромская область)
Вятка — деревня в Буйском районе Костромской области. Входит в состав Центрального сельского поселения.

## География
Находится в западной части Костромской области на расстоянии приблизительно 36 км на север по прямой от районного центра города Буй на левобережье реки Кострома.

## История
В 1907 году здесь было учтено 23 двора.

## Население
Постоянное население составляло 101 человек (1897 год), 123 (1907), 6 в 2002 году (русские 100 %), 1 в 2022.